# Майже комплексна структура
Майже комплексна структура — поле комплексних структур на дотичних просторах гладкого многовида. Многовиди, на яких визначена така структура, називаються майже комплексними многовидами. Прикладами таких многовидів є комплексні многовиди, проте натомість існують майже комплексні многовиди, які не є комплексними многовидами. Майже комплексні многовиди є важливими у симплектичній геометрії.

## Означення
Майже комплексною структурою на многовиді {\displaystyle M} називається відображення {\displaystyle J\colon TM\to TM} дотичних просторів на многовиді {\displaystyle M}, для якого обмеження {\displaystyle J_{p}:=J|_{T_{p}M}} на дотичний простір в точці {\displaystyle p\in M} є лінійним відображенням, що задовольняє умові: {\displaystyle J_{p}\circ J_{p}=-\mathrm {id} } і також {\displaystyle J} є гладким тензорним полем порядку (1, 1).

## Властивості
- Наявність на многовиді майже комплексної структури накладає деякі обмеження на його топологію — розмірність простору має бути парним числом, простір має бути орієнтовним, а в компактному випадку всі його непарні класи Штіфеля — Вітні повинні бути рівні нулю.
- Майже комплексна структура {\displaystyle J} визначає розклад комплексифікації {\displaystyle T^{\mathbb {C} }M} дотичного розшарування  в пряму суму комплексно спряжених один одному підрозшарувань {\displaystyle E^{+}} і {\displaystyle E^{-}}, що складаються з власних векторів відображення {\displaystyle J} (продовженого лінійно на {\displaystyle T^{\mathbb {C} }M}) з власними значеннями {\displaystyle i} і {\displaystyle -i} відповідно. Навпаки, розклад {\displaystyle T^{\mathbb {C} }M} в пряму суму двох взаємно спряжених векторних підрозшарувань {\displaystyle S,{\bar {S}}} визначає майже комплексну структуру на {\displaystyle M}  для якої {\displaystyle V^{+}=S}.

## Інтегровні майже комплексні структури
Будь-який комплексний многовид також є майже комплексним многовидом. В локальних голоморфних координатах {\displaystyle z^{\mu }=x^{\mu }+iy^{\mu }} можна ввести відображення
{\displaystyle J{\frac {\partial }{\partial x^{\mu }}}={\frac {\partial }{\partial y^{\mu }}}\qquad J{\frac {\partial }{\partial y^{\mu }}}=-{\frac {\partial }{\partial x^{\mu }}}}
або в інших позначеннях
{\displaystyle J{\frac {\partial }{\partial z^{\mu }}}=i{\frac {\partial }{\partial z^{\mu }}}\qquad J{\frac {\partial }{\partial {\bar {z}}^{\mu }}}=-i{\frac {\partial }{\partial {\bar {z}}^{\mu }}}.}
Дані відображення є майже комплексною структурою, яка називається індукованою відповідною комплексною структурою многовида.
Майже комплексна структура {\displaystyle J} називається інтегровною, якщо вона індукується деякою комплексною структурою на {\displaystyle M}, тобто якщо існує атлас карт многовида {\displaystyle M}, відображення переходу для яких є голоморфними і на кожній з яких матриці лінійних відображень {\displaystyle J_{p}} має сталі координати {\displaystyle J_{jk}}. Можна вважати, що лінійні перетворення мають канонічний вид поданий вище.
Необхідною і достатньою умовою інтегрованості майже комплексної структури є інволютивність підрозшарування {\displaystyle V^{+}}, тобто замкнутість простору його перетинів щодо дужок Лі (комплексних) векторних полів. Умова інволютивності підрозшарування {\displaystyle V^{+}} є рівносильною рівності нулю асоційованої з {\displaystyle J} векторнозначної 2-форми {\displaystyle N_{J}(X,Y)}, що задається формулою
{\displaystyle N_{J}(X,Y)=[X,Y]+J([JX,Y]+[X,JY])-[JX,JY],\,}
де X, Y — векторні поля. Ця форма називається тензором кручень, або тензором Нейєнхейса майже комплексної структури. Твердження про рівносильність інтегровності майже комплексної структури і рівності нулю асоційованого з нею тензора Нейєнхейса називається теоремою Ньюландера — Ніренберга.

## Автоморфізми майже комплексних структур
З точки зору теорії G-структур майже комплексна структура є {\displaystyle GL(m,\mathbb {C} )}-структурою, де {\displaystyle m={\frac {\operatorname {dim} M}{2}}}, а тензором Нейєнхейса {\displaystyle N_{J}(X,Y)} — тензор, який визначається першою структурною функцією цієї структури. {\displaystyle GL(m,\mathbb {C} )}-структура є структурою еліптичного типу, і тому алгебра Лі інфінітезімальних автоморфізмів майже комплексної структури задовольняє еліптичній системі диференціальних рівнянь 2-го порядку. Зокрема, алгебра Лі інфінітезімальних автоморфізмів майже комплексної структури на компактному многовиді є скінченновимірною, а група G всіх автоморфізмів компактного многовида з майже комплексною структурою є групою Лі. Для некомпактних многовидів це, взагалі кажучи, не так.
Якщо група автоморфізмів G є транзитивною на многовиді М, то майже комплексна структура {\displaystyle J} однозначно визначається своїм значенням {\displaystyle J_{p}} у фіксованій точці {\displaystyle p\in M}, що є інваріантною щодо представлення ізотропії комплексною структурою в дотичному просторі {\displaystyle T_{p}M}. 

## Приклади
Методи теорії груп Лі дозволяють побудувати широкий клас однорідних просторів, що володіють інваріантною майже комплексною структурою (Як інтегровною, так і неінтегровною) і при тих чи інших припущеннях класифікувати інваріантні майже комплексні структури. Наприклад, будь-яка факторгрупа G/H групи Лі G по підгрупі H, що складається з нерухомих точок автоморфізму непарного порядку групи Лі G, має інваріантну майже комплексну структуру. Прикладом є 6-вимірна сфера {\displaystyle S^{6}}, що розглядається як однорідний простір {\displaystyle G_{2}/\mathrm {SU} (3)}. 
Натомість на {\displaystyle S^{6}}немає жодної комплексної структури, тобто жодна майже комплексна структура там не є інтегровною.
Серед сфер майже комплексні структури мають тільки сфери розмірностей 2 і 6.